# Butte de Saint-Cassien
Pour les articles homonymes, voir butte et saint-Cassien.

La butte de Saint-Cassien est un parc public de Cannes.

## Localisation
La butte de Saint-Cassien est située dans la plaine de Laval à l'extrême ouest de la ville de Cannes, dans le quartier de La Bocca.

## Historique
De nombreuses traces démontrent une occupation protohistorique du site. Dès l'antiquité, la butte est occupée  par les tribus ligures des Oxybiens et des Déciates qui élèvent en son sommet un temple païen, dédié ensuite à Aphrodite par les Phocéens de Massilia puis à Vénus après la défaite des Ligures par Quintus Opimius en 155 av. J.-C.. Le site, lieu de pèlerinages gigantesques, au pied duquel passe la via Aurelia, est nommé Ara lucis (autel de la lumière) ou Aureus lucus (bois doré), dont la contraction a donné Arluc. Le mobilier archéologique trouvé dans le fond d'une grande construction carrée dégagée sur le versant sud lors de fouilles à la fin du XIXe siècle et au début du XXe siècle, déposé au musée des Explorations du monde du Suquet, témoigne de l'occupation romaine entre Auguste et Gratien : débris de tegulae, céramique de Lezoux, monnaies carthaginoises et impériales, statuettes d'argile, vases de bronze, urnes de verres et amphores. Une « Vénus casquée », une tête d'Isis et des inscriptions funéraires de l'époque de Dioclétien, également déposées au musée, sont découvertes à proximité d'une nécropole romaine sur le versant est.
La fondation à Arluc du premier monastère de femmes construit en 630-640 par saint Nazaire ou Nazarius est ensuite attestée, associée à celle de l'Hospital Saint-Étienne consacré aux soins et à l'assistance des pèlerins se rendant à l'abbaye de Lérins. Les moines y trouvent refuge pendant l'occupation de l'île Saint-Honorat par les Sarrasins au VIIIe siècle. Ils y construisent une église dédiée à saint Honorat. Le monastère est placé en 978 sous la juridiction de l'abbaye de Cluny. À la fin du Xe siècle le site est donné avec d'autres terres par le comte de Provence à Rodoard de la maison de Grasse, seigneur d'Antibes. En 1100, Arluc est érigé en castrum. Il n'est plus fait mention des bâtiments conventuels mais d'un château sur le flanc est du site, d'une villa, de moulins et du port d'Arluc, important débouché maritime pour la ville de Grasse qui négociait avec Gênes et Pise. Avec une centaine de feux, Arluc connaît son apogée à la fin du XIe siècle grâce à l'installation de familles toscanes et l'établissement de consuls issus des familles grassoises. L'envasement du port et l'avancée de la côte à 1,5 km de la butte entraînent le déclin d'Arluc et l'émergence de son concurrent le plus proche, le port de Cannes. En 1297, le pagus d'Arluc est mentionné comme inhabité et finalement détruit par Raimond de Turenne lors de sa guerre en Provence. 
Au XVe siècle un ermitage est installé sur la butte arrasée et plantée d'un bosquet. Une chapelle y est construite en l'honneur de saint Cassien, patron de la ville de Cannes, en 1675 par la Confrérie de Saint-Cassien. Elle est un important centre de romérage puis de fêtes populaires. 
Le castrum Arluc devient la butte de Saint-Cassien. 
La chapelle Saint-Cassien est acquise lors de sa vente aux enchères en 1793 comme bien national par une communauté de familles Cannoises regroupées sous l'appellation de « Rectorat de Saint-Cassien » qui en fait don à la ville en 1970. Le 23 juillet de chaque année se déroulent les fêtes de Saint-Cassien, la plus ancienne fête votive de la ville de Cannes : défilés de costumes provençaux dans les rues de Cannes, messe provençale célébrée en plein air devant la chapelle Saint-Cassien, aubades et danses folkloriques données sur la butte. La butte est aussi un lieu de réunions publiques. David Lisnard y tient ses réunions de rentrée comme ses meetings de campagne.

## Géologie
« Poudingue tertiaire à ciment tuffeux », c'est un promontoire d'une hauteur de 25 mètres et d'une superficie de 3 hectares, constitué par les dépôts alluviaux de la Siagne.

## Botanique
Arrasée lors de l'implantation de l'ermitage au XVe siècle, la butte est plantée d'un bosquet dont survivent plusieurs essences pluri-centenaires dont des cyprès, des pins et des chênes verts dont l'un est millénaire.

## Protection du site
« La butte Saint-Cassien, avec ses arbres centenaires, la chapelle et l'ancien ermitage », est un site classé parmi les sites et monuments naturels de caractère artistique, historique, scientifique, légendaire ou pittoresque du département des Alpes-Maritimes par arrêté du 4 août 1936.